# 费尔南多·波因

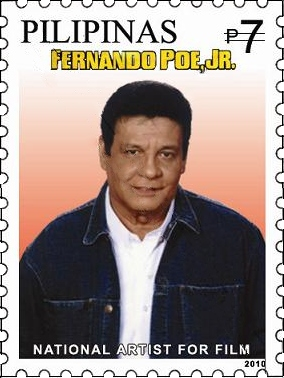
费尔南多·波因

小费尔南多·波因（Fernando Poe, Jr.，1939年8月20日—2004年12月14日）出生于马尼拉，是菲律賓演員及政治人物，被称为菲律宾的影帝，还曾参加过2004年菲律宾总统选举，但是以微弱差距输给了阿罗约。他的養女格蕾丝·波因是2016年菲律宾总统选举候選人之一。

## 背景
波因的父亲也是一位演员，他的母亲是一个美国人。他的祖父来自西班牙的馬約卡島。波因是六个孩子中的第二个。他原来的名字是罗纳尔德，费尔南多本来是他哥哥的名字。他的父亲1951年死于狂犬病。
波因在小时候就曾有过一些小的演出。波因的父亲死后他成为家里最主要的挣钱者，因此他放弃了他的学业。1968年12月他与一个女演员结婚。当时的菲律宾总统费迪南德·马科斯和他的夫人伊梅尔达·马科斯出席了他们的婚礼。他们两人没有自己的孩子，但收养了一个女儿——格蕾丝·波因。虽然波因非常有名，但他的私生活很少为人所知。2004年2月在总统竞选中他承认还有一个婚外的儿子。

## 演员生涯
波因放弃学业后来到电影界，他一开始只是一个跑腿，后来他开始获得上演的机会。他一开始的镜头是作为替身。14岁时他第一次演一个重要角色，但这个角色并不很成功。1957年他主演的一部电影为他带来了突破。
他的主要角色一般是代表贫穷没落人民的英雄。此外他还导演了九部电影。
1961年他建立了一个自己的电影制作厂。此后他还创办了其它几个制作厂。1963年他和其他著名演员一起反抗黑社会对电影界的敲诈勒索。1965年他主演了一部关于菲律宾人和美国人联合起来反抗日本人的电影。这部电影被看做是最有影响的菲律宾电影。它使波因正式成为一个影星。
他获得了多枚菲律宾最佳主角的奖赏。在菲律宾他享有影王的名声，他的电影往往吸引许多观众。

## 总统竞选
在2004年菲律宾大选中，费尔南多·波因是团结菲律宾人联盟（KNP）的候選人。通过他的电影生涯他是一位大家都很尊敬的人物，他的福利事业虽然未被发表，但也是众所周知的。他的选民对象主要是他电影中所代表的穷的、下层的人民。他说他将要解决菲律宾大量下层人民的问题。
2003年12月波因同意参加竞选，他是2004年竞选中最主要的反对党选手。有人说他是在他的朋友的请求下才同意参加竞选的，但也有人说当他看到聚集在一起支持他的人后他非常激情地参加竞选。
波因参加竞选面临的一个大问题是他的国籍是否允许他参加竞选的问题。这个问题最后由最高法院决定。虽然波因是在菲律宾出生的，但反对他的律师认为他不符合菲律宾人的资格，因为他是一个私生子，因此他应该随他的母亲持美国国籍。他们还认为他的父亲也不是菲律宾人，因为据说他父亲是一个西班牙人。最高法院最后以8:5票（一票弃权）决定他可以参加竞选。
在政治上他的对手责备他受其它利益團體的利用。最后他获9,158,999票，勝者格洛丽亚·马卡帕加尔·阿罗约获9,674,597票。他对选举的结果提出抗议。

## 逝世
12月11日晚在一次他的电影公司的集会上波因说他头晕，他被送入医院。医生诊断他获中风，後陷入昏迷状态。他的大脑淤血，加上多个器官失效。他于2004年12月14日中午12:01逝世。去世时许多他的崇拜者聚集在医院门前。